# Trappola sulle Montagne Rocciose
Trappola sulle Montagne Rocciose (Under Siege 2: Dark Territory) è un film del 1995 diretto da Geoff Murphy, con protagonista Steven Seagal. È il seguito di Trappola in alto mare, di cui ricalca la trama di fondo.

## Trama
L'ATAC è un organo governativo statunitense finanziato dalla CIA, che collauda il satellite Grazer 1, una spaventosa arma capace di sfruttare i fasci di particelle per provocare sismi artificiali. L'uomo che l'ha progettata, Travis Dane, si è recentemente suicidato e il comando dell'operazione è passato quindi nelle mani di Linda Gilder e David Trilling. Casey Ryback, brillante sottufficiale dei Navy SEALs in congedo, deve andare al funerale di suo fratello, morto durante un incidente aereo insieme alla moglie. Ad accompagnarlo c'è la nipote Sarah, sul treno Grand Continental, che corre a gran velocità attraverso le Montagne Rocciose.
A bordo del treno c'è anche il capitano Trilling, che ha invitato la collega Gilder alla annuale festa dell'aviazione. Mentre il veicolo attraversa la zona d'ombra in cui è impossibile trasmettere comunicazioni, viene fermato e preso d'assalto da un gruppo di terroristi che, caricati una serie di computer, antenne satellitari e congegni all'avanguardia, rimettono in moto il treno sequestrandone i passeggeri. Il loro capo è il maggiore Penn, un mercenario al soldo di Travis Dane, il progettista del satellite che aveva inscenato il proprio suicidio. Dane è deciso a vendicarsi dell'ATAC, che ha sospeso i suoi progetti e lo ha licenziato ritenendolo un incapace. Dopo aver estorto i codici d'accesso ai due capitani ed averli uccisi, Dane trasforma il Grand Continental in una base satellitare mobile, dalla quale può manovrare il Grazer 1.
L'unico passeggero rimasto in libertà è Ryback, aiutato dal giovane e intimorito facchino Bobby. Tom Bracker e l'ammiraglio Bates, informati questa volta dallo stesso sequestratore in cerca di vendetta, assistono impotenti alla distruzione per via sismica di un impianto di armi chimiche in Cina. Dane programma poi il satellite per colpire Washington, al fine di provocare l'esplosione del reattore nucleare che i servizi segreti nascondono sotto il Pentagono. Ryback e Bobby devono quindi sgominare un terribile gruppo di terroristi, impedire un disastro atomico e liberare la nipote Sarah, presa in ostaggio dal crudele Penn.

## Produzione
Le riprese del film si svolsero dal 14 settembre 1994 al 18 gennaio 1995.
Il film ha fruito di una nuova e pionieristica tecnica che ha permesso di girare in studio tutte le scene in interni del treno. Palle da tennis incollate sulle pareti dello studio sono state utilizzate come punti di riferimento per consentire ai computer di inserire scenari del Colorado.
La scena della struttura industriale distrutta in Cina ricicla filmati non utilizzati del film Sfida tra i ghiacci, diretto e interpretato da Steven Seagal nel 1994.
L'attore Morris Chestnut lavorerà ancora con Seagal in Infiltrato speciale (2002).

## Accoglienza

### Critica
Roger Ebert nella sua recensione sul Chicago Sun-Times ha scritto che il film "non è ai livelli del precedente Trappola in alto mare, ma scorre rapidamente, ha grandi acrobazie ed effetti speciali ed è molto divertente". Sul sito Rotten Tomatoes ha una valutazione del 37% di recensioni professionali positive.

### Incassi
Il film ha esordito al secondo posto del botteghino statunitense dietro Apollo 13, incassando 13 milioni di dollari durante la prima settimana nei cinema. In totale ha registrato un incasso globale di oltre 104 milioni di dollari.